# Antoni Szlagor
Antoni Paweł Szlagor (ur. 29 kwietnia 1950 w Żywcu) – polski polityk i samorządowiec, burmistrz Żywca od 2002 roku.

## Życiorys
Szkołę Podstawową ukończył w Żywcu przy ul. Zielonej, a następnie uczęszczał do Technikum Łączności w Krakowie. Jest również absolwentem Akademii-Górniczo Hutniczej i Wyższej Szkoły Pedagogicznej w Krakowie. Zdobył wykształcenie w dziedzinie Elektroniki, Odlewnictwa i Mechaniki, uzyskując również Uprawnienia Pedagogiczne. Pracował jako nauczyciel w Zespole Szkół Mechaniczno-Elektrycznych. Od początku lat 90. pełnił funkcje samorządowe. Był radnym, zastępcą przewodniczącego Rady Miasta (1994–1998), później przewodniczącym Rady Miasta Żywca (1998–2002). Od 2002 roku sprawuje funkcję burmistrza Żywca.

## Odznaczenia i wyróżnienia
- Złoty Krzyż Zasługi[3]
- Srebrny Krzyż Zasługi (2011)[4]
- Medal Komisji Edukacji Narodowej[3]
- Odznaka honorowa „Zasłużony dla Kultury Polskiej”[3]
- Odznaka Honorowa „Za zasługi dla energetyki”[3]
- Odznaka honorowa „Zasłużony dla Łączności”[3]
- Złota Odznaka "Za opiekę nad zabytkami"[3]
- Złota Odznaka Honorowa za zasługi dla Województwa Śląskiego[3]
- srebrny Medal za Zasługi dla Pożarnictwa[3]
- Odznaka Honorowa Polskiego Czerwonego Krzyża III stopnia[3]
- Medal XX- lecia NSZZP[3]
- Honorowa Odznaka Politechniki Krakowskiej[3]
- Krzyż Kawalerski I Klasy Odznaki Honorowej za Zasługi dla Republiki Austrii (2012)[5]
- Honorowy Duży Krzyż Zasługi od Austriackiego Czarnego Krzyża (2015)[6]

## Wyniki wyborcze
| Wybory | Komitet wyborczy       | Komitet wyborczy                   | Organ                  | Okręg                  | Wynik          |
| ------ | ---------------------- | ---------------------------------- | ---------------------- | ---------------------- | -------------- |
| 2002   |                        | KWW Obywatele dla Ziemi Żywieckiej | Burmistrz Miasta Żywca | Burmistrz Miasta Żywca | 2 539 (19,94%) |
| 2002   | 4 138 (51,76%)         | KWW Obywatele dla Ziemi Żywieckiej | Burmistrz Miasta Żywca | Burmistrz Miasta Żywca |                |
| 2006   | 10 064 (74,09%)        | KWW Obywatele dla Ziemi Żywieckiej | Burmistrz Miasta Żywca | Burmistrz Miasta Żywca |                |
| 2010   | 9 584 (66,78%)         | KWW Obywatele dla Ziemi Żywieckiej | Burmistrz Miasta Żywca | Burmistrz Miasta Żywca |                |
| 2014   | KWW Antoniego Szlagora | 8 466 (64,27%)                     | Burmistrz Miasta Żywca | Burmistrz Miasta Żywca |                |
| 2018   | KWW Antoniego Szlagora | 8 246 (56,42%)                     | Burmistrz Miasta Żywca | Burmistrz Miasta Żywca |                |
| 2024   | KWW Antoniego Szlagora | 5 366 (43,67%)                     | Burmistrz Miasta Żywca | Burmistrz Miasta Żywca |                |
| 2024   | KWW Antoniego Szlagora | 6 657 (61,13%)                     | Burmistrz Miasta Żywca | Burmistrz Miasta Żywca |                |

## Życie prywatne
Ma żonę Jadwigę i córkę Monikę.
W 1987 roku wygrał główną nagrodę w teleturnieju Wiem wszystko nadawanym w TVP1.
Jest członkiem stowarzyszenia Asysta Żywiecka, w ramach którego kultywuje noszenie mieszczańskiego stroju żywieckiego.